# Cathédrale Notre-Dame-de-la-Gloire de Maringá
La cathédrale Notre-Dame-de-la-Gloire de Maringá est le siège de l'archidiocèse catholique de Maringá, dans l'État du Paraná, au Brésil.
Cet édifice moderniste, œuvre de l'architecte brésilien José Augusto Bellucci, s'inspire directement des satellites du programme spatial Sputnik (d'où la forme conique de la cathédrale).
Sanctuaire aux formes et proportions atypiques, la cathédrale s'élève à près de 124 mètres, le faisant parfois considérer comme la plus haute église du continent sud-américain et comme l'une des plus hautes du monde. Sa construction débute en 1959  pour s'achever en 1972.
La première pierre de la cathédrale est un bloc de marbre issu de la basilique Saint-Pierre de Rome, béni par le pape Pie XII et posé solennellement le 15 août 1958 (fête de l'Assomption).
Le 21 janvier 1982, le pape Jean-Paul II élève la cathédrale au rang de basilique mineure.

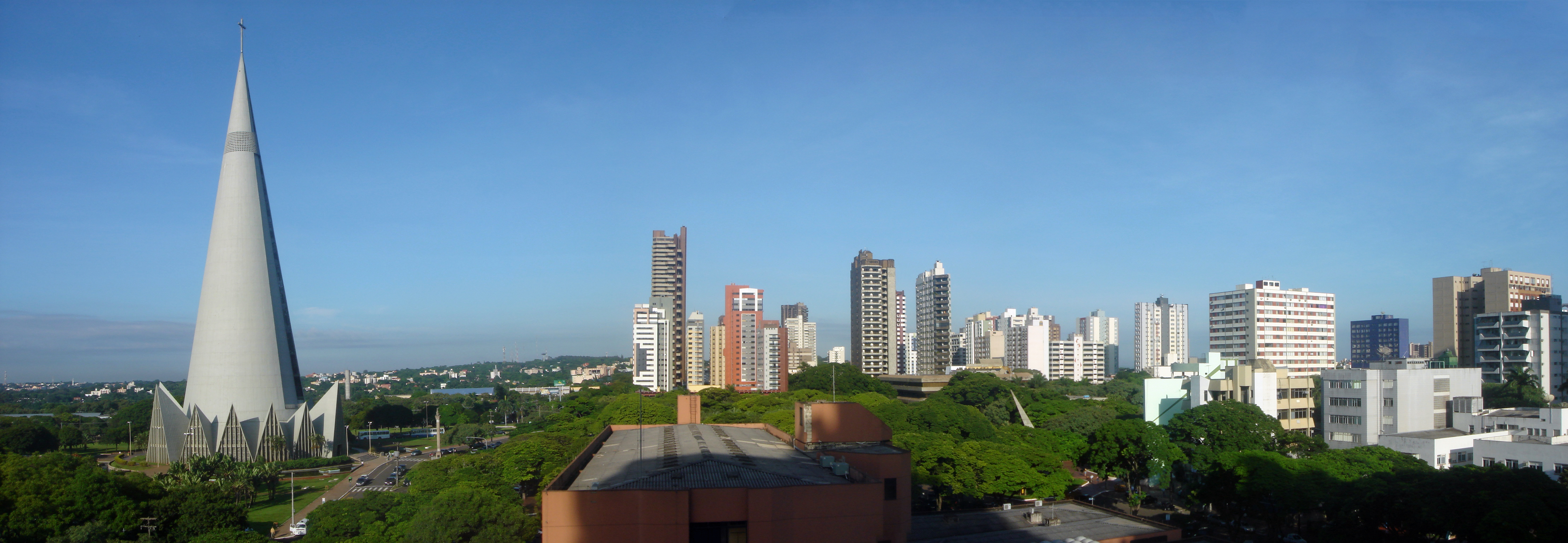

## Source
- (es) Cet article est partiellement ou en totalité issu de l’article de Wikipédia en espagnol intitulé « Catedral de Maringá » (voir la liste des auteurs).